# Señor de la Ascensión de Cachuy

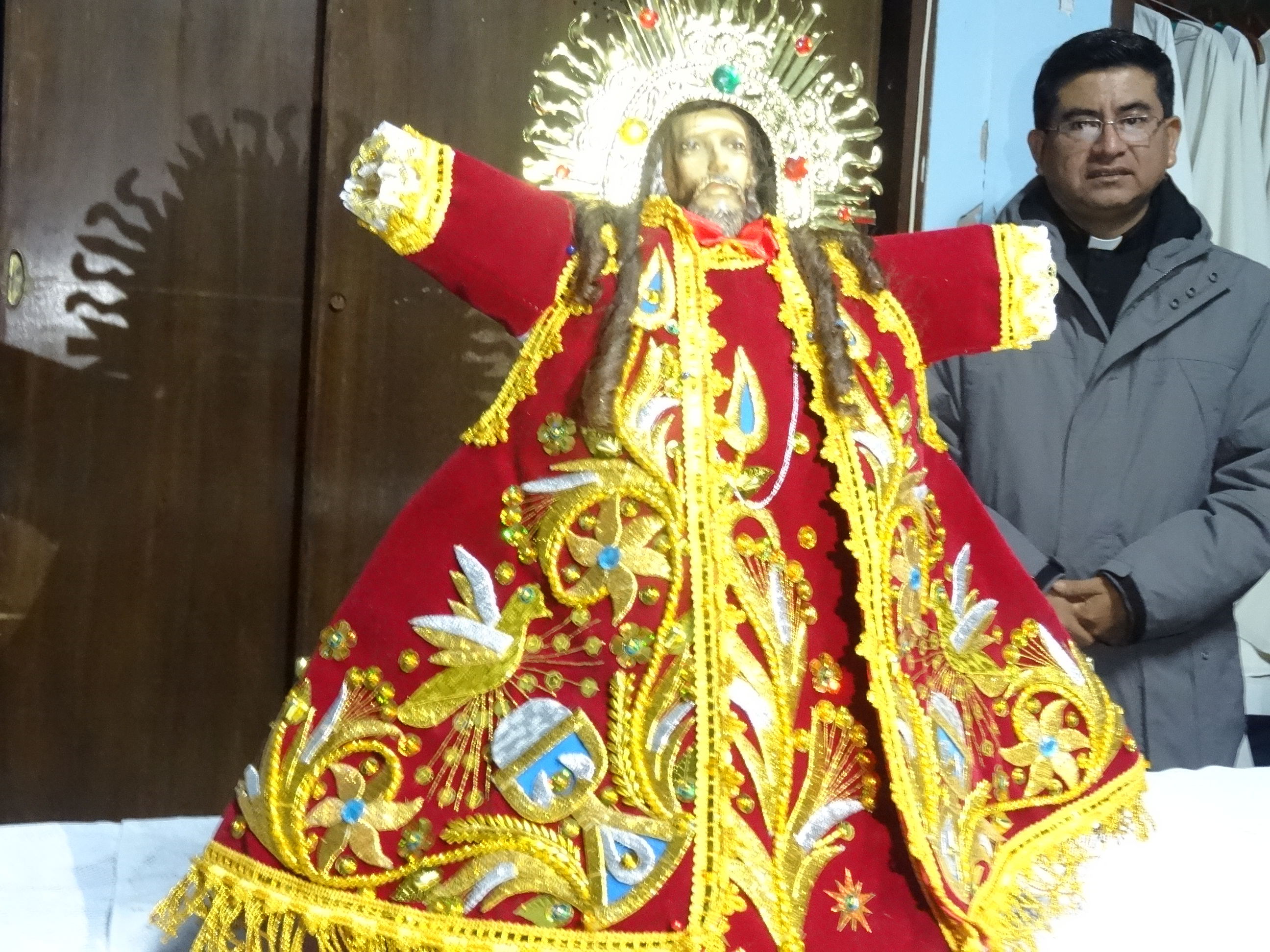
Imagen del Señor de la Ascensión de Cachuy en su santuario de la localidad homónima, símbolo y atractivo más prominente del distrito de Catahuasi.

El Señor de la Ascensión de Cachuy es una imagen que representa la solemnidad cristiana de la Asunción de Jesús a los Cielos, mide poco más de 50 centímetros es de madera maciza y sus brazos están abiertos. Las crónicas aseguran que está datada en el siglo XVII.
La peregrinación hacia el santuario del Señor de la Ascensión de Cachuy se lleva a cabo todos los años en el distrito de Catahuasi, en la provincia de Yauyos. Esta se encuentra a poco más de 250 kilómetros al sur de Lima, la capital de Perú. Los peregrinos deben ascender hasta 3500 m s. n. m. Cachuy, en lengua quechua significa "verde". 